# Eodorcadion brandtii
Eodorcadion brandtii es una especie de escarabajo longicornio perteneciente al género Eodorcadion, categorizada en la tribu Dorcadionini, de la subfamilia Lamiinae. Fue descrita por Gebler en 1841.
El período de actividad en los ejemplares adultos se presenta en el mes de agosto.

## Descripción
Mide 18,9-29 mm de longitud.

## Distribución
Se distribuye por Asia: en China y Kazajistán.